# حسن نایب‌آقا
 حسن نایب‌آقا  (زاده ۲۶ شهریور ۱۳۲۹ - تهران) بازیکن سابق فوتبال ایران است. وی سابقه بازی در باشگاه فوتبال هما را دارد.
وی سابقه ۱۹ بازی ملی نیز در کارنامه دارد.